# Вірковиці-Перші
Вірковиці-Перші (пол. Wirkowice Pierwsze) — село в Польщі, у гміні Ізбиця Красноставського повіту Люблінського воєводства.
Населення — 1029 осіб (2011).
У 1975-1998 роках село належало до Замойського воєводства.

## Демографія
Демографічна структура станом на 31 березня 2011 року:
|          | Загалом | Допрацездатний вік | Працездатний вік | Постпрацездатний вік |
| -------- | ------- | ------------------ | ---------------- | -------------------- |
| Чоловіки | 541     | 118                | 353              | 70                   |
| Жінки    | 488     | 88                 | 261              | 139                  |
| Разом    | 1029    | 206                | 614              | 209                  |